# NGC 5151
NGC 5151 este o liner situată în constelația Părul Berenicei. A fost descoperită în 8 mai 1826 de către John Herschel.